# Svitlana Bondarenko
Pour les articles homonymes, voir Bondarenko.
Svitlana Bondarenko, née le 12 août 1971 à Zaporijjia, est une ancienne nageuse ukrainienne, championne d'Europe du 100 m brasse en 2004.

## Biographie
En 1993, elle obtient son diplôme à l'Université d'État de Zaporijjia.
Lors de sa participation aux Championnats d'Europe de natation 2010, elle est la plus vieille nageuse en lice.

## Palmarès

### Championnats du monde
Petit bassin
- Championnats du monde 1995 à Rio de Janeiro ( Brésil) :
  -  Médaille d'argent sur 100 m brasse
  -  Médaille d'argent sur 200 m brasse
- Championnats du monde 1997 à Göteborg ( Suède) :
  -  Médaille de bronze sur 100 m brasse

### Championnats d'Europe
Grand bassin
- Championnats d'Europe 1991 à Athènes ( Grèce) :
  -  Médaille d'argent sur 100 m brasse
- Championnats d'Europe 1993 à Sheffield ( Royaume-Uni) :
  -  Médaille d'argent sur 100 m brasse
- Championnats d'Europe 1995 à Vienne ( Autriche) :
  -  Médaille d'argent sur 100 m brasse
  -  Médaille d'argent sur 200 m brasse
- Championnats d'Europe 1997 à Séville ( Espagne) :
  -  Médaille d'argent sur 100 m brasse
- Championnats d'Europe 1999 à Istanbul ( Turquie) :
  -  Médaille d'argent sur 100 m brasse
- Championnats d'Europe 2000 à Helsinki ( Finlande) :
  -  Médaille de bronze sur 100 m brasse
- Championnats d'Europe 2002 à Berlin ( Allemagne) :
  -  Médaille d'argent sur 50 m brasse
  -  Médaille d'argent sur 100 m brasse
  -  Médaille de bronze sur 4 × 100 m quatre nages
- Championnats d'Europe 2004 à Madrid ( Espagne) :
  -  Médaille d'or sur 100 m brasse
  -  Médaille d'argent sur 4 × 100 m quatre nages

Petit bassin
- Championnats d'Europe 1998 à Sheffield ( Royaume-Uni) :
  -  Médaille de bronze sur 100 m brasse

### Universiade
- Universiade d'été de 1993 à Buffalo ( États-Unis) :
  -  Médaille d'or sur 200 m brasse
  -  Médaille d'argent sur 100 m brasse
- Universiade d'été de 1997 à Messine ( Italie) :
  -  Médaille d'or sur 100 m brasse
  -  Médaille d'argent sur 200 m brasse

## Distinctions
- 1997 : Ordre du Mérite (Ukraine)[3]